# Антоний IV
Антоний IV (греч. Αντώνιος Δ) — патриарх Константинопольский, который с перерывами занимал пост патриарха на протяжении восьми лет (1389-1397).
Предшественником патриарха Антония IV был патриарх Нил Керамевс, а его преемником был патриарх Каллист II Ксанфопул.

## Биография
До избрания на патриарший престол Антоний IV был иеромонахом афонского монастыря Дионисиат. В конце периода правления императора Иоанна V Палеолога Антоний IV сменил на Константинопольском престоле патриарха Нила. После того как 14 апреля 1390 года Иоанн VII Палеолог сверг своего деда Иоанна V и на время занял императорский престол, патриархом вместо Антония был вторично поставлен Макарий. 
Вскоре, по воцарении Мануила II, Антоний IV был восстановлен на Патриаршей кафедре. В феврале 1392 года Патриарх венчал императора с сербской княгиней Еленой Драгаш.
К концу XIV века Византия вследствие наступления османов оказалась в тяжелейшем внешнеполитическом положении. Антоний IV участвовал в организации помощи империи для борьбы с турками, следил за положением дел в подвластных ему епархиях. 
По восшествии Антония на кафедру Константинопольский Поместный Собор подтвердил низложение и отлучение митрополита Киевского Пимена, утвердив Предстоятелем Русской Церкви святого Киприана. 
Вскоре по восшествии Антония IV на престол патриарший экзарх Григорий был отправлен в занятые османами епархии для сбора налогов. Для решения спорных вопросов Антоний IV неоднократно посылал своих представителей в Валахию и на Русь.
В 1391 году Антоний IV направил с отправлявшимся в Россию Киприаном Патриаршую и Соборную грамоту к новгородцам с предписанием подлежать, как и ранее, суду митрополита; новгородцы не подчинились, и в 1393 году патриарх вновь обратился к новгородцам с посланиями аналогичного характера. 
В 90-х годах XIV века Антоний IV воспрепятствовал попыткам епископа Луцкого Иоанна занять митрополичий престол в Галиче при поддержке польского короля Владислава Ягайло. Король направил патриарху предложение созвать Собор для переговоров о соединении с Римской Церковью, нашедшее поддержку у митрополита Киприана. В своем ответе Антоний IV указал на несвоевременность подобного мероприятия и просил польского короля, объединившись с Сигизмундом атаковать турецкие войска, подступившие к Константинополю.